# Roland Freisler
Roland Freisler (Celle, 30 ottobre 1893 – Berlino, 3 febbraio 1945) è stato un magistrato e politico tedesco della Repubblica di Weimar e del Terzo Reich, noto come il giudice-boia al servizio di Hitler.
Da avvocato di successo, molto presto, spinto dalla sua smodata ambizione, diventò un fanatico sostenitore del nuovo diritto nazista. Non un dubbio lo tormentava e fu proprio nell'ambito del regime che raggiunse alte posizioni, in cui poté sfogare tutta la sua sfrenata ambizione e la sua cupidigia di potere, un collaboratore dell'opera di stravolgimento e cancellazione della teoria del diritto che nasceva dall'Illuminismo. Infatti, dall'agosto 1942 fino alla sua morte, avvenuta durante un pesante bombardamento alleato su Berlino, fu presidente del Volksgerichtshof, il supremo tribunale nazista per i delitti politici.
Si rese responsabile di migliaia di condanne a morte a seguito dei dibattimenti da lui presieduti nell'ultimo triennio del regime nazista, perlopiù processi farsa, i cui esiti erano scontati fin dal principio. Freisler è tristemente noto come il più celebre giudice penale del Terzo Reich. Il suo atteggiamento aggressivo e mortificante nei confronti degli imputati è un esempio rappresentativo della "distorsione del diritto" (Rechtsbeugung) sotto il nazismo e dell'asservimento della giustizia al terrore organizzato di regime.

## Biografia

### Le origini
A differenza di quasi tutte le altre figure rilevanti dell'élite nazionalsocialista, della sfera personale di Roland Freisler fino a oggi si sa ancora poco. Nato da una famiglia colta e agiata, era figlio di Julius Freisler (1862-1937) e di Charlotte Auguste Florentine Schwerdtfeger (1863-1932). Fu battezzato come protestante il 13 dicembre 1893. Frequentò le scuole in città diverse a seguito degli spostamenti del padre, che inseguiva incarichi importanti per la sua carriera di ingegnere e insegnante.
Nelle scuole che frequentava si distingueva sempre per profitto, intelligenza e ambizione. Alla maturità fu il migliore della sua classe. Era iscritto alla facoltà di giurisprudenza a Jena quando, il 6 agosto 1914, venne chiamato al fronte durante la prima guerra mondiale, dove prestò servizio come allievo ufficiale. Dopo i combattimenti a cui partecipò nelle Fiandre, fu promosso tenente e gli venne conferita la Croce di Ferro per il suo servizio.
Nell'ottobre 1915, dopo essere stato ferito in combattimento, venne preso prigioniero sul fronte orientale dai russi imperiali e internato in Siberia, per poi far ritorno in Germania solo nel 1920, due anni dopo la fine del conflitto. Fu un prigioniero modello, imparò la lingua russa, che gli fu successivamente utile durante la sua carriera, e sviluppò un interesse per il marxismo, Lenin e altri comunisti a seguito della rivoluzione russa: in ogni circostanza, sfogava la sua ambizione sfrenata e si faceva largo con tutti i mezzi. Per aver servito come commissario per le forniture alimentari del campo bolscevico in seguito alla chiusura dei campi di prigionia, Adolf Hitler lo chiamava anche "il vecchio bolscevico".

### Il giovane penalista
Terminò gli studi in legge nel 1922, dopo il suo congedo dall'esercito. Simpatizzante, si iscrisse anche al Partito Comunista di Germania. Si trasferì a Berlino nel 1923 per esercitare la sua professione di avvocato. Nel 1924 aprì uno studio legale a Kassel insieme al fratello minore Oswald, anch'egli avvocato, dimostrandosi un valido penalista, tenace e preparato in aula, ma anche demagogico e pedante nelle interminabili arringhe con cui concludeva i processi.
Successivamente iniziò a spostarsi politicamente verso l'estrema destra nel Völkisch-Sozialer Block, seguendo con molto interesse l'ascesa politica di Hitler e dimostrandosi un ammiratore della prim'ora del futuro Führer, aderendo già nel luglio 1925, al Partito Nazista. In qualità di avvocato difese in numerosi processi le camicie brune, accusate di violenze e vandalismi, venendo soprannominato "Rolando furioso". Non si limitò a difendere i picchiatori delle SA, ma tenne anche nelle aule di tribunale dei comizi carichi di fanatismo in cui era solito avvertire giudici e testimoni dei "tempi nuovi che stavano arrivando".

### Ascesa nei ranghi del Partito nazista
Parallelamente Freisler non era mai stato un comunista e seguì la carriera politica da nazista convinto, diventando membro del consiglio comunale di Kassel e in seguito membro del Landtag (parlamento) dell'Assia-Nassau.
Nel 1927, il Gauleiter dell'Assia Karl Weinrich descrisse il compagno di partito Roland Freisler in una relazione alla direzione del partito a Monaco come segue: "dal punto di vista retorico è all'altezza dei nostri migliori oratori, se non superiore. Ha soprattutto influenza sulla grande massa, dall'uomo raziocinante viene solitamente rifiutato internamente. Il compagno Freisler è utilizzabile solo come oratore. Per ogni carica direttiva è inadatto, dato che è inaffidabile e dipende eccessivamente dagli umori."
Nel biennio 1932-1933 Freisler fu membro del Landtag prussiano. Nel febbraio 1933, appena un mese dopo la presa del potere da parte di Hitler, la sua dedizione alla causa nazionalsocialista gli valse le cariche di consigliere di Stato, dirigente ministeriale, poi segretario di Stato nel ministero della giustizia prussiano nel 1934 e infine segretario di Stato nel ministero della giustizia del Reich dal 1934 al 1942, con uno stipendio di 24.000 marchi. In tale veste rappresentò Franz Schlegelberger alla conferenza di Wannsee il 20 gennaio 1942, tra gli organizzatori della "soluzione finale della questione ebraica".
Inoltre non tardò a silurare il presidente del tribunale di Berlino, che gli aveva dichiarato di essere di principi liberali e democratici e che non dava alcuna importanza ad alcuna collaborazione con il regime nazionalsocialista. Il magistrato venne subito collocato a riposo, vittima sacrificale, fornendo un esempio, pur limitato ma significativo, che Hitler non scherzava quando anni prima aveva detto, senza che il mondo politico internazionale si allarmasse: "...ci serviremo di mezzi democratici soltanto per ottenere il potere e che dopo aver ottenuto il potere negheremo senza scrupoli tutti i mezzi che vengono concessi all'opposizione..."
Nonostante la sua riconosciuta competenza giuridica Freisler non poté tuttavia avere ulteriori scatti di carriera. Secondo Uwe Wesel, ciò fu dovuto da un lato alla mancanza di protettori influenti, capaci di accelerare la sua ascesa (Freisler era un noto competitore individuale), e d'altro canto dal fratello Oswald, che si era compromesso agli occhi delle alte sfere naziste sfoggiando il distintivo del partito durante le sue arringhe nei processi politici di cui il partito nazista intendeva invece approfittare a scopo propagandistico.

### L'ideologia di Freisler
La carriera di Roland Freisler coincise con il graduale smantellamento della giustizia nella Germania nazista. I concetti stessi di giustizia e di diritto vennero in quegli anni svuotati di significato, laddove la violenza, la prevaricazione e il sopruso divennero invece pratica diffusa e comune. Nei suoi innumerevoli saggi e discorsi scritti, Freisler illustrò il suo pensiero sugli scopi della giustizia: il crimine comune è da perseguire sia in quanto reato, sia come tradimento verso lo Stato e il popolo, e traditore è considerato chiunque intralci in qualunque modo la strada al nazionalsocialismo.
Freisler contribuì a diffondere nel sistema giuridico tedesco concetti quali "razza", "principio di autorità" e "popolo" e in nome di questi principi avallò le responsabilità del regime. Il fervore e fanatismo con cui Freisler condusse la sua battaglia in nome dello Stato nazionalsocialista gli provocarono però anche diversi nemici tra le file del suo stesso partito o i colleghi magistrati: Martin Bormann, il plenipotenziario segretario di Hitler, lo considerava un pazzo invasato, mentre per Reinhard Heydrich, che non tollerava il suo servilismo verso i grandi capi del Reich, Freisler era un "viscido guitto".

### Presidente delVolksgerichtshof

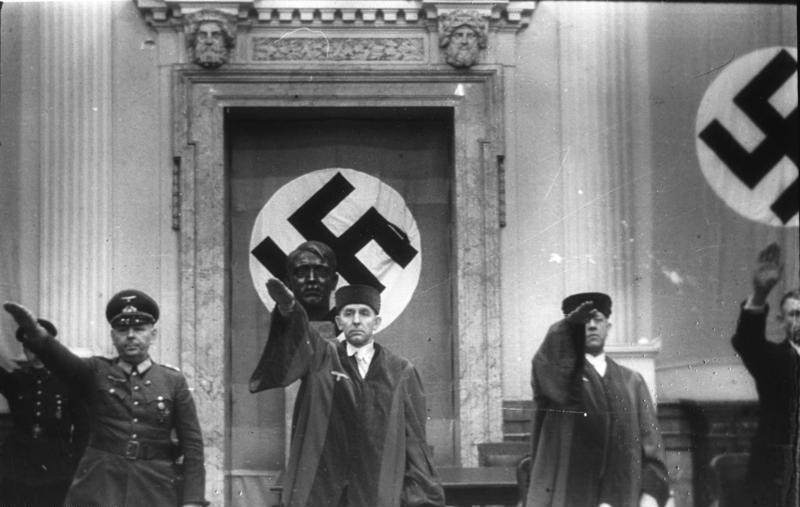
Processo ai cospiratori del 20 luglio 1944.

Anche dopo aver aderito al partito nazista, era rimasto molto legato ai metodi del diritto sovietico. Infatti, per addottorarsi in materia legale, nel 1937, si recò in visita a Mosca in qualità di uditore. Voleva assistere al processo Tuchačevskij per prendere lezioni da Andrej Vyšinskij, il famigerato pubblico ministero di Stalin che Hitler tenne in grande stima pur essendo ferocemente anticomunista, su come eliminare qualsiasi avversario politico. Seppe emulare il maestro sovietico che ammirava in tutto, tanto che Vyšinskij, al contrario molto razionale e non proprio urlatore, fu chiamato il "Freisler sovietico".
Il ministro della propaganda Joseph Goebbels era l'unico leader nazista ben disposto verso Freisler. Nel 1941, alla morte del ministro della giustizia Franz Gürtner, benché Freisler mirasse a prenderne il posto e Goebbels, unico protettore, avesse proposto il suo nome, Hitler non voleva un ex bolscevico. L'incarico venne quindi attribuito a Otto Thierack, mentre il 20 agosto 1942, designato da Heinrich Himmler, Freisler venne nominato da Hitler a succedere al suo superiore diretto, lo stesso Thierack (contro il parere di quest'ultimo), alla presidenza del Tribunale del Popolo (Volksgerichtshof), l'organo giurisdizionale competente per i reati politici e diretta emanazione del potere nazista. Hitler si era sempre rifiutato di incontrarlo personalmente e Freisler ne era molto dispiaciuto, ma il Führer aveva bisogno di lui per svolgere un lavoro specifico, visto che ad altri nazisti era impedito d'esporsi in tale ruolo. Divenuto il suo giudice preferito, il 15 ottobre 1942, scrisse una lettera di ossequiosa ammirazione ai voleri di Hitler:
Le competenze sempre più ampie del Volksgerichtshof (delitti contro l'economia, danneggiamenti della Wehrmacht) permisero a Freisler un ampio raggio d'azione. Ora lo zelante magistrato poteva applicare a suo piacimento le pene che riteneva più opportune, senza dover realisticamente rispondere a nessuno. I giudici erano soldati spietati e Freisler il generale di quelle persone senza scrupoli. Si era guadagnato il nomignolo di Blutrichter, giudice sanguinario. Sotto di lui il numero delle pene capitali crebbe notevolmente e circa il 90% di tutti i procedimenti si conclusero con una sentenza di condanna a morte o di reclusione a vita spesso già stabilita prima ancora dell'inizio del processo. Tra il 1942 e il 1945 vennero pronunciate oltre 5.200 condanne a morte, di cui 2.600 dalla prima sezione (Senat), presieduta da Freisler. In soli tre anni Freisler si rese, così, responsabile di un numero di sentenze capitali pari a quelle emesse da tutte le altre sezioni del Tribunale del Popolo nell'intera durata dello stesso, dal 1934 al 1945. 
Esemplare è il suo interrogatorio di Ulrich Wilhelm von Schwerin von Schwanenfeld nel processo contro i cospiratori del 20 luglio 1944:
Freisler: "Un tira e molla di cui incolpa il nazionalsocialismo?"

Schwerin: "Mi riferivo ai molteplici omicidi..."

Freisler (urlando): "Omicidi?"

Schwerin: "Quelli in patria e all'estero..."

Freisler: "Lei non è altro che un misero mascalzone! Non crolli sotto il peso della sua cattiveria! Sì o no? Crolla?"

Schwerin: "Signor Presidente!"

Freisler: "Sì o no? Risponda chiaramente!"

Schwerin: "No."

Freisler: "Ma lei non può nemmeno più crollare, dato che è soltanto un povero straccio che non ha neppure rispetto di se stesso."»
Schwerin fu condannato a morte assieme agli altri imputati.
Un analogo interrogatorio avvenne l'8 settembre 1944 contro Ulrich von Hassell, l'ex ambasciatore del Reich in Italia, accusato di alto tradimento:
Freisler era a capo del Volksgerichtshof quando gli venne attribuita la competenza a giudicare i cospiratori del 20 luglio 1944. Il processo ebbe inizio il 7 agosto. Freisler esordì dicendo "L'accusa è la più mostruosa che sia mai stata contestata nella storia del popolo tedesco.", facendo subito capire non solo la sorte degli imputati, rei confessi e comunque spacciati, ma anche l'importanza di un processo che, nelle sue intenzioni, avrebbe dovuto essere un modello e un monito per tutti. Egli non capì la necessità di minimizzare l'attentato, preferendo invece imbastire un processo esemplare contro coloro che avevano osato l'inosabile. Faceva durare i processi pochi minuti, al che Hitler disse compiaciuto: "Questo Freisler è il nostro Vyšinskij!"
Radicale e cinico, Freisler era solito umiliare gli imputati nel dibattimento e urlare violentemente contro di loro. Alcuni di questi processi furono filmati per ordine di Hitler. Per i tecnici del suono era estremamente difficile registrare le risposte degli imputati, in quanto Freisler urlava talmente tanto nel processo che i tecnici erano stati costretti a regolare i registratori a un adeguato livello di sensibilità. Agli imputati spesso venivano tolte le bretelle, le cinture e le cravatte per renderli ridicoli di fronte alla corte. Tra i vari processi farsa presieduti da Freisler rientrò anche quello contro i membri dell'organizzazione cristiana clandestina tedesca Rosa Bianca. Freisler fu anche regolarmente giudice estensore all'interno del suo collegio e fu in questo modo responsabile anche della redazione dei motivi delle decisioni, che prendeva secondo i suoi ideali di un "diritto penale nazionalsocialista".

### La morte
La mattina del 3 febbraio 1945, alle 10:39, quando iniziò un bombardamento da parte delle forze alleate guidate dal tenente colonnello Robert Rosenthal, i procedimenti contro alcuni imputati del 20 luglio vennero aggiornati in fretta e Freisler ordinò che i prigionieri davanti a lui fossero portati in un rifugio antiaereo.
Alle 11:03, nel bunker, Freisler si ricordò che alcuni fascicoli erano rimasti nella sala delle udienze e andò a recuperarli. Alle 11:08, una delle bombe dirompenti colpì duramente il palazzo di giustizia, causando un crollo che investì Freisler: pare che sia morto all'istante. Il fascicolo di Fabian von Schlabrendorff, uno degli imputati, era tra questi e lo portava ancora sottobraccio quando trovarono il suo cadavere sotto le macerie. Schlabrendorff era nel rifugio antiaereo quando il giudice incontrò la sua fine e questa morte probabilmente lo salvò dall'esecuzione.
Il suo corpo fu portato all'ospedale di Lützow. Siccome gli furono negati degli onorevoli funerali di Stato dallo stesso Hitler, ai quali tra l'altro nessuno del ministero partecipò, fu sepolto in modo anonimo nella tomba di famiglia della moglie, nel cimitero forestale di Dahlem am Hüttenweg, a Berlino. Il suo nome non è indicato sulla lapide. Dopo la guerra, la moglie e i figli cambiarono nome.

## Vita privata
Il 24 marzo 1928 sposò Marion Russegger ed ebbe due figli, Harald e Roland, che furono entrambi battezzati. Nel suo testamento, datato 1º ottobre 1944, aveva decretato che le due case appartenessero alla moglie.

## Nella cultura di massa

### Filmografia
- Die Weiße Rose, regia di Michael Verhoeven (1982).
- La Rosa Bianca - Sophie Scholl, Germania (2005), interpretato da André Hennicke.
- Operazione Valchiria, regia di Bryan Singer (2008), interpretato da Helmut Stauss.
- Rommel, regia di Niki Stein (2012), interpretato da Kark Knaup.